# Acharagma roseanum
Acharagma roseanum es una especie de planta suculenta perteneciente al género Acharagma, dentro de la familia Cactaceae. Es endémica del noroeste de México. 

## Descripción

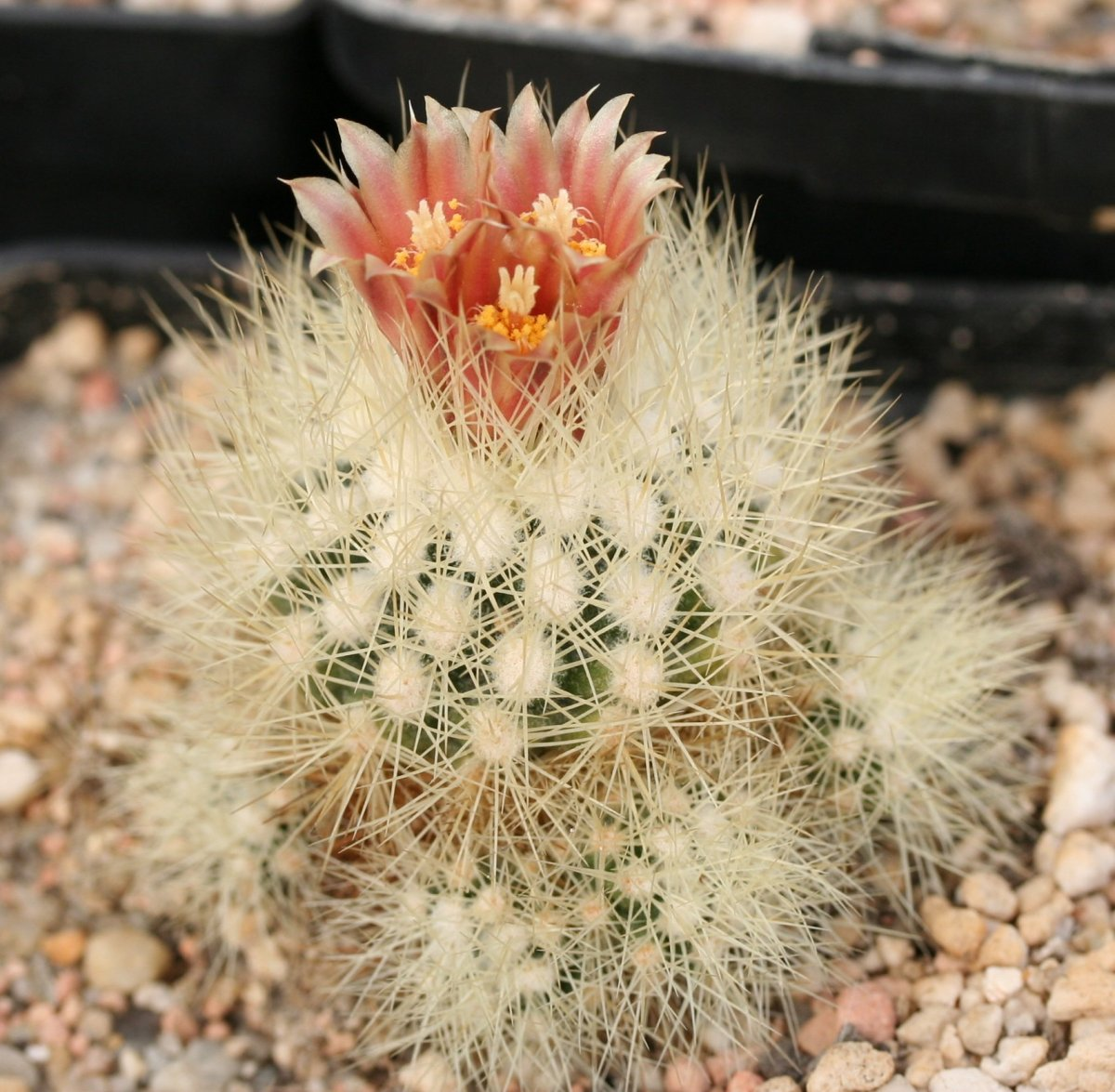
Detalle de la flor

Es una planta suculenta carnosa que suele crecer de forma solitaria, aunque a veces aparece ramificada en la base y forma grupos pequeños. 
El tallo va de esférico a cilíndrico y es de color verde brillante con 4-6 cm de alto y 1,5-5 cm de diámetro. Las areolas se sitúan en filas y tienen hasta 0,3 cm de largo. 
Presente de 4 a 6 espinas centrales de color amarillo y de 1 a 2 cm de largo, y de 15 a 30 espinas radiales  de color amarillento a marrón y de 0,8 a 1,5 cm de largo. Las flores son de color rosa, rojizo oscuro o de color crema en la franja central, y miden de 1,5 a 2 cm de diámetro.

## Distribución y hábitat

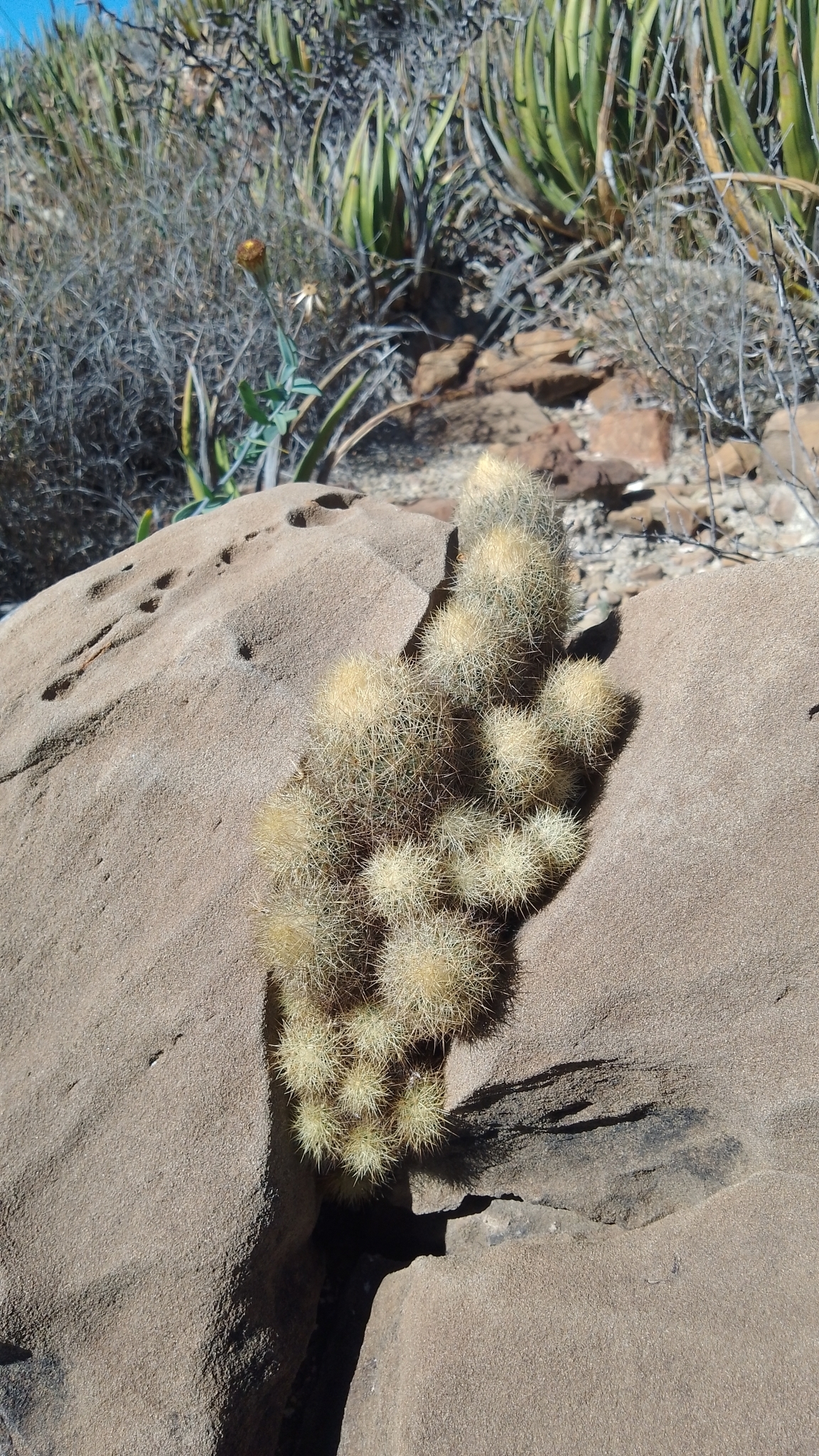
Planta en su hábitat

El área de distribución nativa de esta especie es México (Nuevo León) y crece principalmente en biomas desérticos o de matorrales secos.

## Taxonomía
La primera descripción de esta especie fue como Echinocactus roseanus, publicada en 1928 por el botánico alemán Friedrich Boedeker en la revista científica Zeitschrift für Sukkulentenkunde. 3: 363.
Más tarde, el botánico estadounidense Edward Frederick Anderson trasladó la especie en el género Acharagma, por lo que pasó a llamarse Acharagma roseanum. Registró estos cambios en la revista Cactus and Succulent Journal (Los Ángeles) 71: 323, publicada en 1999. 
Etimología
- Acharagma: nombre genérico que deriva de las palabras griegas a (que significa 'sin') y charagma (que significa 'surco'), en alusión a que los tubérculos carecen de surco. Esta es la característica que los diferencia del género estrechamente relacionado Escobaria.[4]
- roseanum: epíteto específico que otorgado en honor al botánico americano Joseph Nelson Rose.[5]

## Estado de conservación
En la Lista Roja de Especies Amenazadas de la UICN, la especie está clasificada como “Vulnerable (VU)”.

## Usos

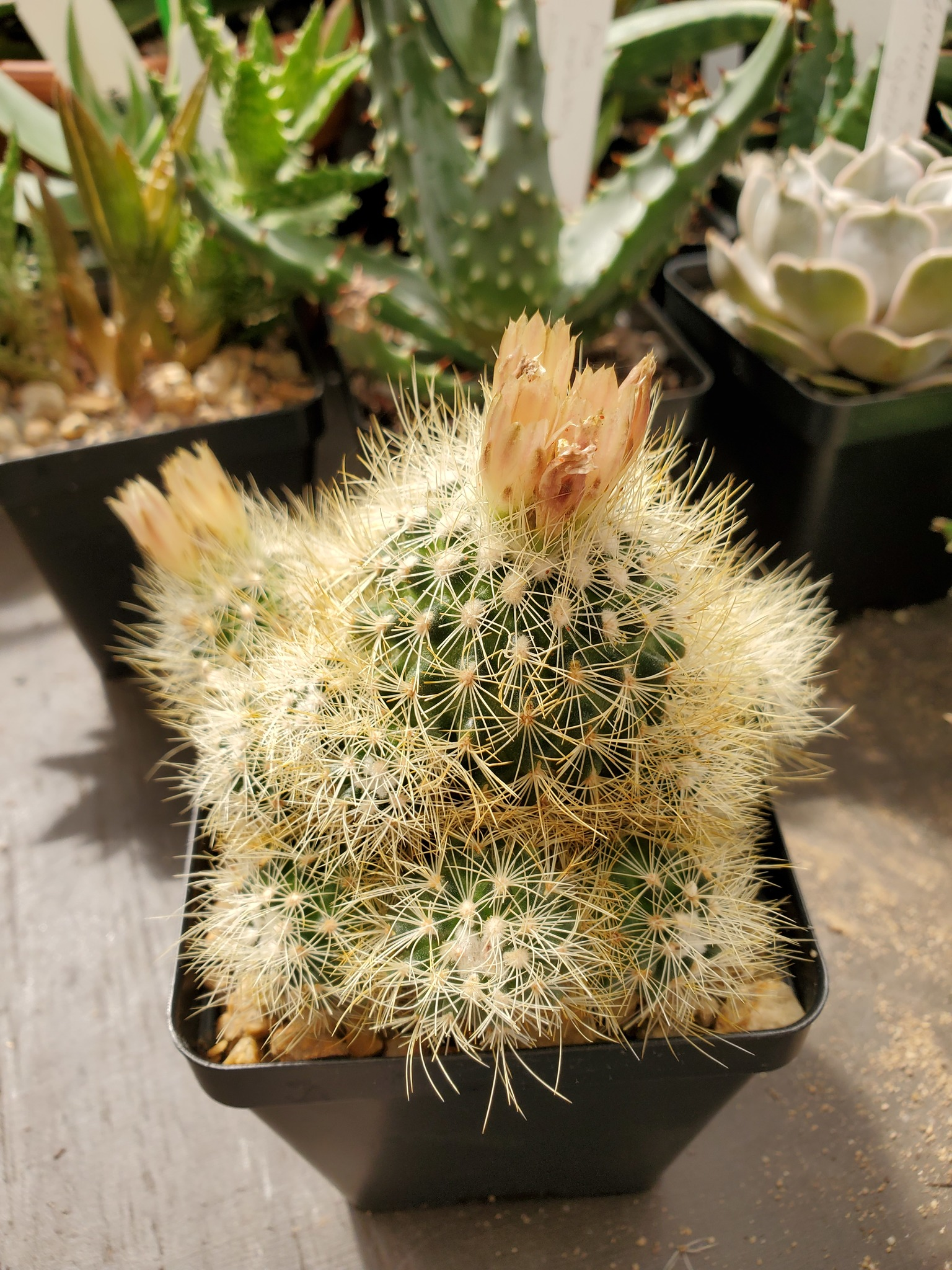
Cultivo en maceta

Acharagma roseanum se cultiva como planta ornamental, apreciada por su pequeño tamaño y su valor coleccionable. Presenta un crecimiento muy lento y una raíz pivotante, característica que la hace vulnerable al exceso de humedad. Resulta conveniente emplear un sustrato mineral con buena proporción de arena y drenaje eficaz. 
Durante el verano necesita riegos moderados, evitando el exceso de agua. En invierno requiere un ambiente seco. Se adapta bien a invernaderos sin calefacción y tolera temperaturas de hasta aproximadamente −7 °C. Se desarrolla correctamente tanto a pleno sol como en sombra parcial. Su propagación se realiza con facilidad mediante semillas; en ocasiones también se multiplica por esquejes, cuando se dispone de ellos.. 